# São Vicente e Granadinas nos Jogos Olímpicos
São Vicente e Granadinas participou de 6 Jogos Olímpicos de Verão. O país nunca participou dos Jogos Olímpicos de Inverno. Até o momento, nenhum atleta da nação ganhou uma medalha Olímpica.